# Special Olympics Jemen
Special Olympics Jemen (englisch: Special Olympics Yemen) ist der jemenitische Verband von Special Olympics International, der weltweit größten Sportbewegung für Menschen mit geistiger Beeinträchtigung und Mehrfachbeeinträchtigung. Ziel ist die sportliche Förderung dieser Personengruppe und die Sensibilisierung der Gesellschaft für sie. Außerdem betreut der Verband die jemenitischen Athletinnen und Athleten bei den Special Olympics Wettbewerben.

## Geschichte
Special Olympics Jemen wurde 1998 mit Sitz in Sanaa gegründet.

## Aktivitäten
Der Verband nahm 2015 am Programm Athlete Leadership teil, das von Special Olympics International ins Leben gerufen worden war.

### Sportarten
Folgende Sportarten wurden 2015 vom Verband angeboten:
- Basketball (Special Olympics)
- Boccia (Special Olympics)
- Fußball (Special Olympics)
- Handball (Special Olympics)
- Hockey (Special Olympics)
- Leichtathletik (Special Olympics)
- Schneeschuhlaufen (Special Olympics)
- Tennis (Special Olympics)
- Tischtennis (Special Olympics)
- Volleyball (Special Olympics)

### Teilnahme an Weltspielen vor 2020
(Quelle: )
- 2007 Special Olympics World Summer Games, Shanghai, China
- 2009 Special Olympics World Winter Games, Boise, USA (70 Athletinnen und Athleten)[2]
- 2019 Special Olympics, World Summer Games, Abu Dhabi (9 Athletinnen und Athleten)[2]

### Teilnahme an den Special Olympics World Summer Games 2023 in Berlin
Special Olympics Jemen hatte seine Teilnahme an den Special Olympics World Summer Games 2023 zwar angekündigt und die Delegation aus Jemen sollte vor den Spielen im Rahmen des Host Town Program von Idstein, Hünstetten, Waldems und Niedernhausen betreut werden, jedoch sagte der Verband seine Teilnahme kurz vor den Spielen ab.